# Louis Antoine Henri av Bourbon

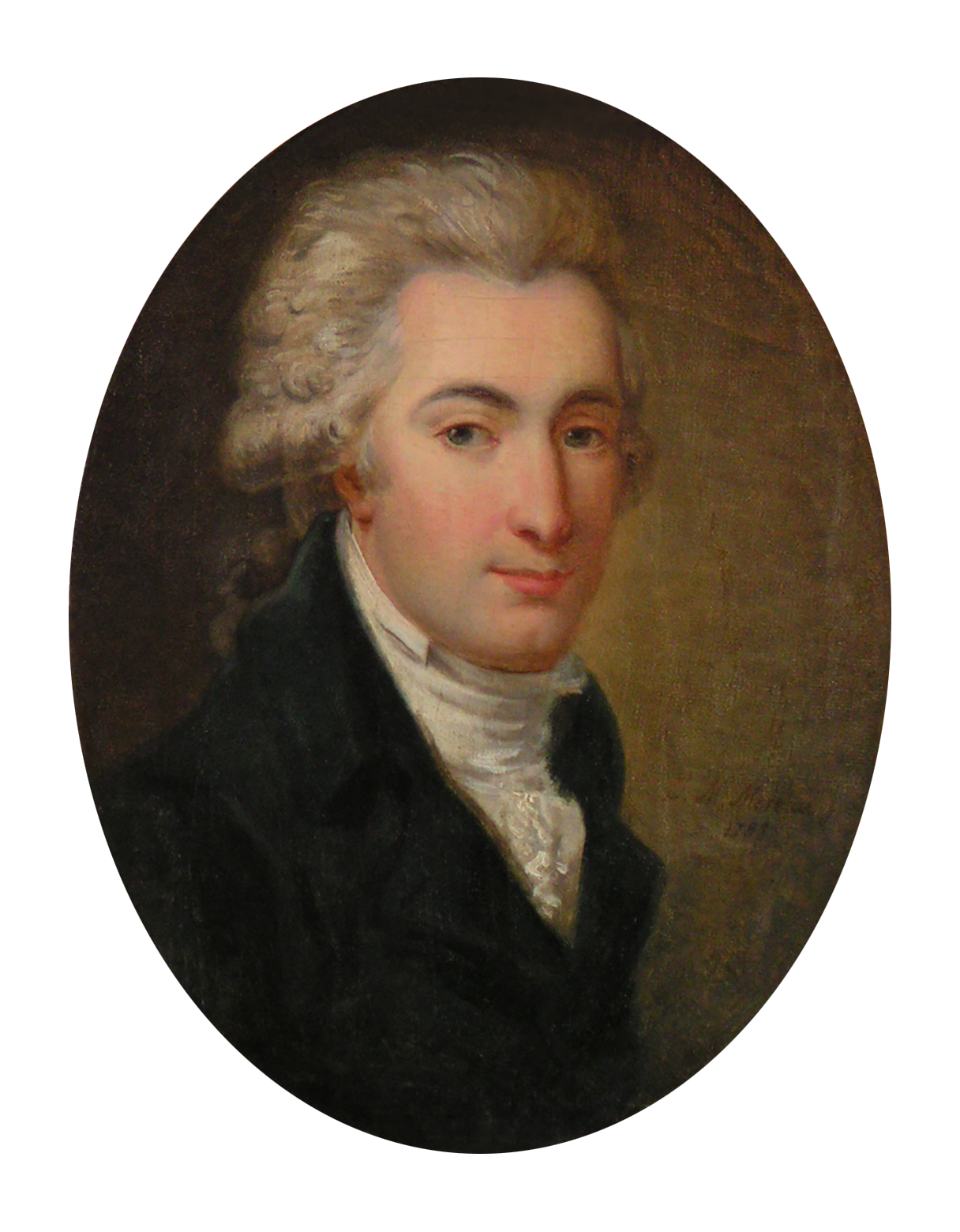
Louis Antoine Henri de Bourbon

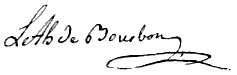
Namnteckning.

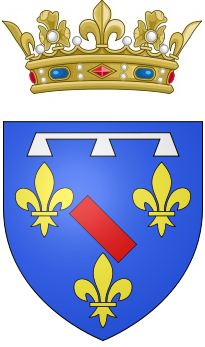
Vapen.

Louis Antoine Henri de Bourbon, hertig av Enghien, född 2 augusti 1772 på slottet i Chantilly, död 21 mars 1804 på slottet i Vincennes, var den sista medlemmen i huset Condé och släkt med huset Bourbon i Frankrike. Han är mer känd för sin död än för sitt liv. På grund av påhittade anklagelser avrättades han under det franska konsulatet.
Hertigen var Louis Henrik II av Bourbons och Bathilde av Orléans ende son. Hans far och farfar avled efter honom men utan att få fler arvingar. År 1816 grävdes hans kvarlevor upp och placerades i kapellet i slottet i Vincennes utanför Paris. 

## Militär karriär och exil
Han genomgick en privat utbildning hos abbé Millot och utbildades militärt inom Commodore de Vinieux. Han visade tidigt Condéhusets stridsvilja och påbörjade sin militära karriär 1788. Då den franska revolutionen bröt ut 1789 emigrerade han några dagar efter att Bastiljen hade fallit och under exilen försökte han att samla styrkorna för att invadera Frankrike och att återupprätta den gamla monarkin. År 1792, då de franska revolutionskrigen bröt ut, kallade han in en styrka av emigranter (som bildade den franska kungliga armén) som deltog i hertigen av Braunschweig-Lüneburg misslyckade invasion.
Han fortsatte att tjäna under sin far och farfar i det som kallades Condéarmén och visade flera gånger mod och vilja i trupperna. Vid upplösningen av armén efter freden i Lunéville i februari 1801 gifte han sig med prinsessan Charlotte de Rohan, brorsdotter till kardinal Louis René Édouard de Rohan och flyttade till Ettenheim i Baden, nära Rhen.

## Falska rykten
I början av 1804 hörde Napoleon, som då var högste konsul i Frankrike, rykten som tycktes sammanbinda den unge hertigen med en konspiration som leddes av Georges Cadoudal och Charles Pichegru som hade uppdagats av polisen. Ryktena sade att hertigen var i sällskap med Charles François Dumouriez och att han gjorde hemliga resor till Frankrike. 
Ryktena var falska eftersom den person han besökte var Thumry, en harmlös gammal man och hertigen hade inga kopplingar till Cadoudal eller Pichegru. Napoleon gav dock order om att hertigen skulle gripas och fransmännen utposterade gendarmer vid Rhen i hemlighet, omringade hans hus och förde honom till Strasbourg 15 mars 1804 och därefter till slottet i Vincennes. Där snabbinkallades en kommission för att förhöra honom.

## Avrättning
Under tiden hade Napoleon fått reda på fakta i fallet och grunderna för anklagelserna ändrades snabbt. Istället för konspirationsteorin så blev hertigen anklagad för att ha gjort väpnat motstånd mot Frankrike under den sista delen av kriget och haft för avsikt att ta del i den tredje koalitionen. Generalerna gick snabbt ut med ett fördömande, pådrivna av order från Anne Jean Marie René Savary, som hade fått uppdraget att leda anklagelserna. Savary förhindrade alla kontakter mellan den anklagade och Napoleon. Hertigen sköts i slottets vallgrav, nära en grav som hade förberetts för honom.
Det är känt att Joséphine de Beauharnais och madame de Rémusat hade bett Napoleon om nåd för hertigen men inget kunde rubba hans vilja. Skulden som Napoleons försvarare lade på Talleyrand eller Savary var obefogad. På sin väg till Sankt Helena hävdade Napoleon att under samma omständigheter skulle han göra samma sak igen. Han skrev även det i sitt testamente.